# Cash and Carry
Cash and Carry (br.: Busca a pé) é um filme estadunidense curta metragem de 1937, dirigido por Del Lord. É o 25º de um total de 190 filmes da série com os Três Patetas produzida pela Columbia Pictures entre 1934 e 1959.

## Enredo
Os Três Patetas retornam do garimpo em seu carro sucateado que acharam no lixão da cidade, local onde também moravam. Ao chegarem em sua "casa", eles encontram um casal de irmãos pobres morando ali. O menino, Jimmy, é paralítico e precisa de 500 dólares para a operação que lhe permitirá andar. Os Patetas tentam ajudar e ao procurarem um pneu no lixo para substituir um do carro, encontram uma lata com 62 dólares. Depois de buscarem por mais "latas de dinheiro", a irmã de Jimmy lhes conta que a quantia era dela e que guardara suas economias ali para a operação do irmão. Os Patetas levam o dinheiro ao banco e perguntam quanto tempo terão que esperar para que o dinheiro a juros some 500 dólares. Desistem do depósito quando o bancário calcula que isso ocorrerá depois de mais de cem anos. Ao saírem, são abordados por dois trapaceiros (Nick Copeland e Lew Davis) que pegam o dinheiro e o carro deles em troca de uma velha casa que possui um "tesouro" escondido. Os Patetas escavam o solo do lugar, acabam invadindo um depósito federal de ouro e são presos. O filme termina com um "final feliz" quando o presidente Franklin D. Roosevelt cuida para que Jimmy seja operado e solta os Patetas da cadeia.

## Citação
- Jimmie (fazendo a lição escolar): "Quanto é seis mais seis?"
- Moe "Bem,uh…(segurando Curly que se afastava furtivamente)  "Ei, ajude ele!"
- Curly (pensando): "Seis mais seis? Não me diga…dois…hmm! "Boxcars!" (gíria em inglês para dois dados lançados que mostram ambos a face seis. A dublagem original brasileira evita o trocadilho e substitui a gíria para "açougueiro", explicando que ele carrega dois ganchos que parecem seis)
- Jimmie (confuso): "Boxcars?"
- Curly (imitando um movimento de jogar dois dados): "Sim! Como dois torrões de açucar com varíola!